# Skyfall
Skyfall is de 23e James Bondfilm. De film is geregisseerd door Sam Mendes. De opnamen vonden onder andere plaats in Londen, Shanghai, Istanboel en Schotland. Op 7 november 2011 werd gestart met de filmopnamen. De titelsong Skyfall is ingezongen door de Engelse zangeres Adele die tevens medeauteur is. De film kwam vijftig jaar na de eerste James Bondfilm, Dr. No, uit.

## Verhaal
De film opent met een operatie in Istanboel, waarbij James Bond en zijn collega Eve achter een dief van een harde schijf aanzitten. Na een heftige achtervolging door de straten van Istanboel komt Bond in gevecht op een trein. Onder druk van M probeert Eve de dief neer te schieten als hij met Bond in gevecht is. Bond wordt per ongeluk geraakt en stort in de diepte, waarna iedereen hem dood waant. M schrijft zijn necrologie en zijn bezittingen worden verkocht.
Drie maanden later is de gestolen schijf nog steeds verdwenen en wordt M door haar superieur Gareth Mallory onder druk gezet om met pensioen te gaan. In de harde schijf stond namelijk een geheime lijst met alle namen van de undercoveragenten van de NAVO. Kort na dit gesprek worden de computers van MI6 echter gehackt, waarmee niet alleen de gestolen schijf ontcijferd wordt maar ook een gasexplosie op het kantoor van M bij MI6 wordt veroorzaakt.
Bond heeft het schot van Eve overleefd en komt terug zodra hij van de aanslag hoort. Hij zakt eigenlijk voor de fysieke en psychologische tests, maar M vervalst de resultaten zodat Bond toch op missie kan. Tijdens de mislukte missie was Bond door zijn vijand in de schouder geraakt en aan de hand van de resten van de kogel wordt de dief geïdentificeerd als ene Patrice, die zich op het moment in Shanghai ophoudt. Ondertussen worden de eerste vijf namen van de geheime lijst op het internet gepubliceerd, met het bericht dat er elke week vijf nieuwe bekendgemaakt zullen worden. De uitgelekte namen leiden algauw tot executies.
In Shanghai spoort Bond Patrice op, precies op het moment dat deze een moordaanslag pleegt. In het hierop volgende gevecht valt Patrice te pletter, maar Bond ontdekt dat bij Patrices geweer een speciale fiche uit een casino in Macau zit. Hiermee zou Patrice zijn betaling incasseren. In Macau krijgt hij opnieuw hulp van Eve, die na de mislukte aanslag tijdelijk op bureauwerk gezet was. Als Bond de 4 miljoen euro fiche bij de balie inlevert ontmoet hij ene Sévérine, die bij de moord in Shanghai aanwezig was. Sévérine is als de dood voor haar baas en biedt daarom aan Bond tegen hem te helpen. Bond verslaat haar bewakers en gaat mee op haar boot naar een spookstad, op het verlaten eiland Hashima. Daar ontmoet Bond zijn tegenstander, Raoul Silva, die onthult een voormalig MI6-agent te zijn met het plan om wraak te nemen op M. Bij de overdracht van de kroonkolonie Hongkong in 1997 aan China zegt hij door M te zijn verraden. Silva doodt Sévérine, maar wordt vervolgens gearresteerd door versterkingen, die op een zender van Bond afgekomen zijn.
Silva wordt opgesloten in een isoleercel in het nieuwe tijdelijke MI6-hoofdkwartier. Volgens M was hij een top-agent in Hongkong, die veranderde in een ongeleid projectiel en daarom bij de overdracht van 1997 werd uitgeleverd aan de Chinese geheime dienst, die hem maandenlang martelde.
M moet na alle problemen voor een commissie verschijnen. Bond en Q proberen ondertussen de computer van Silva te kraken, maar activeren juist een programma dat op de computers van de MI6 inbreekt, zodat Silva kan ontsnappen via de metro. Zijn arrestatie leek een onderdeel van zijn plan: Silva vermomt zichzelf als politieagent en gaat, op de hielen gezeten door Bond, naar de hoorzitting om M neer te schieten. De aanval mislukt doordat Q Bill Tanner gewaarschuwd heeft, terwijl Eve en Mallory Bond onverwachts te hulp schieten in het vuurgevecht.
Bond besluit een val op te zetten en rijdt met M weg. In zijn oude geliefde Aston Martin DB5 gaan Bond en M naar Skyfall, een Schots landgoed en Bonds ouderlijk huis, waar zijn ouders Andrew en Monique begraven liggen. Q zet een elektronisch spoor uit dat alleen door Silva ontdekt kan worden. In Skyfall bereiden Bond, M en de oude jachtopziener Kincade zich voor op de aanval. Met behulp van oude jachtgeweren en explosieven slaan ze de eerste aanval af, maar Silva blijkt dit voorzien te hebben en arriveert zelf met een tweede groep in een gewapende transporthelikopter. M en Kincade ontsnappen via een geheime gang. Bond volgt hen, maar niet alvorens het landhuis op te blazen met twee gasflessen. Silva slaagt erin om M te pakken te krijgen in een oude kapel, waar hij ontdekt dat ze in het eerste vuurgevecht ernstig gewond geraakt is. Silva smeekt haar om haarzelf en hem allebei dood te schieten, maar wordt door Bond gedood. De gewonde M sterft in Bonds armen. Wat met de lijst gebeurd is, blijft een mysterie.
Korte tijd later ontvangt Bond een nieuwe opdracht uit handen van de nieuwe M: Mallory. Eve, wier achternaam Moneypenny blijkt te zijn, is zijn secretaresse geworden.

## Première
De film is op 26 oktober 2012 in Engeland en België in première gegaan. In Nederland was de première op 28 oktober 2012. In verscheidene bioscopen in Nederland werd de film op 31 oktober 2012 om 0:07 's nachts vertoond op het witte doek. Drie weken na de Nederlandse première werd bekend dat de film al meer dan een miljoen bezoekers heeft mogen ontvangen.

## Rolverdeling
- Daniel Craig als James Bond
- Judi Dench als M
- Javier Bardem als Raoul Silva[5]
- Naomie Harris als Eve Moneypenny
- Bérénice Marlohe als Séverine
- Ralph Fiennes als Gareth Mallory
- Rory Kinnear als Bill Tanner
- Ben Whishaw als Q
- Albert Finney als Kincade
- Helen McCrory als Clair Dowar
- Ola Rapace als Patrice
- Tonia Sotiropoulou als geliefde van Bond

## Oorsprong titel
De titel Skyfall verwijst naar het landgoed waar Bond en M naartoe vluchten voor Silva. Dit is ook het landgoed waar Bond in zijn jeugd woonde en waar zijn ouders begraven liggen.

## Muziek
De originele filmmuziek werd gecomponeerd door Thomas Newman en de titelsong "Skyfall" werd gezongen door Adele. De titelsong werd uitgebracht op single maar staat niet op het officiële soundtrackalbum. 
Het Franse nummer Boum van Charles Trenet is ook te horen in de film als Bond op het eiland van Silva komt, maar staat niet op het album.

### Albums
| Album met eventuele hitnotering(en) in de Nederlandse Album Top 100 | Datum van verschijnen | Datum van binnenkomst | Hoogste positie | Aantal weken | Opmerkingen                     |
| ------------------------------------------------------------------- | --------------------- | --------------------- | --------------- | ------------ | ------------------------------- |
| Skyfall                                                             | 2012                  | 03-11-2012            | 76              | 2            | door Thomas Newman / Soundtrack |

| Album met hitnotering(en) in de Vlaamse Ultratop 200 albums | Datum van verschijnen | Datum van binnenkomst | Hoogste positie | Aantal weken | Opmerkingen                     |
| ----------------------------------------------------------- | --------------------- | --------------------- | --------------- | ------------ | ------------------------------- |
| Skyfall                                                     | 2012                  | 26-10-2012            | 58              | 16           | door Thomas Newman / Soundtrack |

### Singles
| Single met eventuele hitnotering(en) in de Nederlandse Top 40 | Datum van verschijnen | Datum van binnenkomst | Hoogste positie | Aantal weken | Opmerkingen                             |
| ------------------------------------------------------------- | --------------------- | --------------------- | --------------- | ------------ | --------------------------------------- |
| Skyfall                                                       | 05-10-2012            | 13-10-2012            | 1               | 20           | door Adele / Nr. 1 in de Single Top 100 |

| Single met hitnotering(en) in de Vlaamse Ultratop 50 | Datum van verschijnen | Datum van binnenkomst | Hoogste positie | Aantal weken | Opmerkingen                             |
| ---------------------------------------------------- | --------------------- | --------------------- | --------------- | ------------ | --------------------------------------- |
| Skyfall                                              | 05-10-2012            | 13-10-2012            | 1               | 28           | door Adele / Nr. 1 in de Radio 2 Top 30 |